# Ciclismo ai Giochi della XXXIII Olimpiade - BMX maschile
Le prove di BMX maschile dei Giochi della XXXIII Olimpiade sono state corse dal 1° al 2 agosto in una pista per BMX al coperto accanto al Velodromo di Saint-Quentin-en-Yvelines di Yvelines, in Francia.
L'oro è stato conquistato dal francese Joris Daudet, mentre l'argento e il bronzo sono andati rispettivamente ai connazionali Sylvain André e Romain Mahieu.

## Formato di gara
Il formato della gara ha previsto che i 24 corridori venissero raggruppati in tre batterie da otto ciclisti ciascuna per disputare i quarti di finale. Ciascuna batteria ha disputato tre manche con classifica generale stilata sommando i piazzamenti nelle singole manche. I dodici migliori classificati di ogni batteria al termine delle tre manche hanno avuto accesso alle due batterie di semifinale, mentre i corridori classificati dal 13° al 20° posto sono passati a una gara di ripescaggio in manche unica, con accesso alle semifinali dei primi quattro arrivati. Ciascuna delle due batterie di semifinale ha disputato tre manche, con la stessa modalità di classificazione dei quarti di finale, e i migliori quattro di ogni batteria hanno avuto accesso alla finale disputata in manche unica.

## Risultati

### Quarti di finale
| Pos. | Nome              | Paese         | 1ª manche  | 2ª manche  | 3ª manche    | Totale | Note |
| ---- | ----------------- | ------------- | ---------- | ---------- | ------------ | ------ | ---- |
| 1    | Sylvain André     | Francia       | 31"979 (2) | 31"854 (1) | 31"661 (1)   | 4      | Q    |
| 2    | Romain Mahieu     | Francia       | 31"472 (1) | 32"025 (3) | 31"768 (1)   | 5      | Q    |
| 3    | Joris Daudet      | Francia       | 31"692 (1) | 31"463 (1) | 32"299 (3)   | 5      | Q    |
| 4    | Kamren Larsen     | Stati Uniti   | 32"016 (3) | 31"927 (2) | 31"926 (2)   | 7      | Q    |
| 5    | Cameron Wood      | Stati Uniti   | 32"207 (1) | 31"967 (2) | 32"473 (4)   | 7      | Q    |
| 6    | Izaac Kennedy     | Australia     | 32"750 (5) | 31"878 (2) | 31"835 (1)   | 8      | Q    |
| 7    | Alfredo Campo     | Ecuador       | 32"773 (4) | 31"893 (1) | 32"612 (3)   | 8      | Q    |
| 8    | Cédric Butti      | Svizzera      | 32"394 (3) | 32"241 (3) | 32"221 (4)   | 10     | Q    |
| 9    | Mateo Carmona     | Colombia      | 32"389 (2) | 46"500 (7) | 32"108 (2)   | 11     | Q    |
| 10   | Kye Whyte         | Gran Bretagna | 33"544 (5) | 32"377 (3) | 33"147 (4)   | 12     | Q    |
| 11   | Diego Arboleda    | Colombia      | 32"835 (6) | 32"798 (5) | 32"187 (2)   | 13     | Q    |
| 12   | Pietro Bertagnoli | Italia        | 32"730 (3) | 32"488 (4) | 33"803 (7)   | 14     | Q    |
| 13   | Ruben Gommers     | Belgio        | 33"254 (5) | 32"566 (5) | 32"663 (5)   | 15     | q    |
| 14   | Rico Bearman      | Nuova Zelanda | 33"090 (7) | 33"058 (6) | 32"093 (3)   | 16     | q    |
| 15   | Dave van der Burg | Paesi Bassi   | 32"206 (4) | 34"251 (6) | 33"121 (6)   | 16     | q    |
| 16   | Carlos Ramírez    | Colombia      | 32"248 (2) | 33"110 (6) | 1'13"918 (8) | 16     | q    |
| 17   | Jaymio Brink      | Paesi Bassi   | 32"870 (4) | DNF        | 33"049 (5)   | 17     | q    |
| 18   | Mauricio Molina   | Cile          | 33"752 (7) | 33"615 (4) | 33"153 (6)   | 17     | q    |
| 19   | Simon Marquart    | Svizzera      | 33"557 (6) | 32"545 (4) | 33"288 (7)   | 17     | q    |
| 20   | Gonzalo Molina    | Argentina     | 34"230 (7) | 33"196 (7) | 33"366 (5)   | 19     | q    |
| 21   | Philip Schaub     | Germania      | 33"632 (6) | 34"803 (8) | 33"381 (6)   | 20     |      |
| 22   | Dean Reeves       | Marocco       | 34"543 (8) | 34"121 (5) | 40"829 (7)   | 20     |      |
| 23   | Komet Sukprasert  | Thailandia    | 35"083 (8) | 34"791 (7) | 34"372 (8)   | 23     |      |
| 24   | Kristens Krīgers  | Lettonia      | 34"163 (8) | DNF        | DNS          | 26     |      |

Fonte:

### Gara di ripescaggio
| Pos. | Nome              | Paese         | Tempo    | Note |
| ---- | ----------------- | ------------- | -------- | ---- |
| 1    | Rico Bearman      | Nuova Zelanda | 32"736   | Q    |
| 2    | Simon Marquart    | Svizzera      | 33"328   | Q    |
| 3    | Mauricio Molina   | Cile          | 33"881   | Q    |
| 4    | Jaymio Brink      | Paesi Bassi   | 34"253   | Q    |
| 5    | Dave van der Burg | Paesi Bassi   | 34"818   |      |
| 6    | Gonzalo Molina    | Argentina     | 35"097   |      |
| 7    | Ruben Gommers     | Belgio        | 1'36"250 |      |
| 8    | Carlos Ramírez    | Colombia      | DNF      |      |

Fonte:

### Semifinali
| Pos. | Nome              | Paese         | 1ª manche  | 2ª manche  | 3ª manche  | Totale | Note |
| ---- | ----------------- | ------------- | ---------- | ---------- | ---------- | ------ | ---- |
| 1    | Romain Mahieu     | Francia       | 31"631 (1) | 31"649 (1) | 31"767 (1) | 3      | Q    |
| 2    | Joris Daudet      | Francia       | 31"752 (1) | 32"855 (2) | 31"489 (1) | 4      | Q    |
| 3    | Sylvain André     | Francia       | 32"498 (2) | 32"010 (1) | 31"568 (2) | 5      | Q    |
| 4    | Simon Marquart    | Svizzera      | 32"459 (4) | 32"153 (2) | 32"343 (3) | 9      | Q    |
| 5    | Cédric Butti      | Svizzera      | 32"375 (3) | 32"731 (4) | 32"201 (3) | 10     | Q    |
| 6    | Mateo Carmona     | Colombia      | 32"536 (3) | 32"981 (3) | 32"745 (4) | 10     | Q    |
| 7    | Cameron Wood      | Stati Uniti   | 32"640 (4) | 34"028 (5) | 32"096 (2) | 11     | Q    |
| 8    | Izaac Kennedy     | Australia     | 31"985 (2) | 33"107 (4) | 32"934 (7) | 13     | Q    |
| 9    | Pietro Bertagnoli | Italia        | 33"051 (6) | 32"454 (3) | 32"920 (6) | 15     |      |
| 10   | Jaymio Brink      | Paesi Bassi   | 33"313 (7) | 55"688 (6) | 32"336 (4) | 17     |      |
| 11   | Rico Bearman      | Nuova Zelanda | 33"382 (8) | 33"298 (5) | 32"626 (5) | 18     |      |
| 12   | Diego Arboleda    | Colombia      | 33"405 (7) | 33"362 (6) | 32"799 (5) | 18     |      |
| 13   | Alfredo Campo     | Ecuador       | 33"015 (6) | 33"676 (7) | 33"126 (6) | 19     |      |
| 14   | Kamren Larsen     | Stati Uniti   | 32"671 (5) | DNF        | 33"197 (7) | 19     |      |
| 15   | Kye Whyte         | Gran Bretagna | 32"808 (5) | DNF        | DNS        | 23     |      |
| 16   | Mauricio Molina   | Cile          | DNF        | DNS        | DNS        | 28     |      |

Fonte:

### Finale
| Pos.    | Nome           | Paese       | Tempo  |
| ------- | -------------- | ----------- | ------ |
| Oro     | Joris Daudet   | Francia     | 31"422 |
| Argento | Sylvain André  | Francia     | 31"706 |
| Bronzo  | Romain Mahieu  | Francia     | 32"022 |
| 4       | Cédric Butti   | Svizzera    | 32"124 |
| 5       | Cameron Wood   | Stati Uniti | 32"446 |
| 6       | Mateo Carmona  | Colombia    | 33"166 |
| 7       | Simon Marquart | Svizzera    | 44"914 |
| 8       | Izaac Kennedy  | Australia   | DNF    |

Fonte: